# Vancsó Zoltán
Vancsó Zoltán (Budapest, 1972. október 29. –) magyar fotográfus, fotóriporter. Elsősorban fekete-fehér fotográfiái által vált ismertté, azonban manapság színes képeket is készít, amelyek határozott és átgondolt művészi koncepciót tükröznek. Sajátosan „vancsói” látásmód jellemzi: formailag egyszerű megoldásokkal él, képei mégis kimeríthetetlen világot teremtenek. „Vancsó Zoltán képeiről nem szabad sem írni, sem gondolni, sem asszociálni semmit. Ezek a képek meditációs objektumok.” (Müller Péter, író)  „Vancsó Zoltán filozofálva fotografál. És ez, részemről a lehetséges legnagyobb elismerés, a legkomolyabb méltatás.” (Dobai Péter, író, dramaturg)

## Életpályája
A képek világába általános iskolai rajztanára, Varga Ferenc indította el 1987-ben; a mozgóképkészítésbe az iskola-tévé operatőreként szeretett bele. 1991-ben felvételt nyert a 6. sz. Szakmunkásképző Intézet fényképész szakára (Budapest, Práter utca). Közben diákfilmesként jelentős sikereket ért el Valenciában, Mondavióban és Budapesten. Többször felvételizett az Iparművészeti Főiskola fotó szakára, gyenge rajztudásának köszönhetően azonban nem vették fel; 2006-ban szintén sikertelenül felvételizett a Filmművészeti Egyetem operatőr szakára. 
1993-tól 2005-ig a 168 óra című hetilapnál dolgozott fotóriporterként. 2002 és 2012 között tanított a Szellemkép Szabadiskolában, 2008-2009 között a zoom.hu internetes hírportál képszerkesztője, fotórovat-vezetője volt. 2009-től szabadfoglalkozású fotográfusként dolgozik, rendszeresen tart előadásokat több fotós iskolában, valamint saját workshopokat szervez minden évszakban országszerte. 2017-ben tizedmagával megalapította Budapesten a rendhagyó tanmenetű IMÁGÓ fotós iskolát, amely féléves képzést nyújt fotótanfolyami keretben.
Vancsó részt vett több szakmai szervezet munkájában: 1996–2006 Fiatalok Fotóművészeti Stúdiója (FFS), 2004-2009 Young Photographers United (YPU); 2002-2016 Magyar Fotóművészek Szövetsége (MFSZ), ahol két éven keresztül az elnökség munkájában is részt vett; 2005-2010 Magyar Alkotóművészek Országos Egyesülete (MAOE). Jelenleg nem tagja egyetlen szervezetnek sem.

## Fotográfiai munkássága
1998 és 2003 között több alkalommal elnyerte a Pécsi József-ösztöndíjat, 2001-ben Hungart-ösztöndíjat kapott, 2002-ben pedig neki ítélték a Budapest Fotográfiai Ösztöndíjat. 2003-ban Balogh Rudolf-díjjal tüntették ki. 2004-ben két hónapot töltött Párizsban, az André Kertész-ösztöndíjnak köszönhetően. 2005 és 2014 között négy alkalommal nyerte el a Nemzeti Kulturális Alapprogram alkotói ösztöndíját. 2005-ben készült el Sóhajtenger – Kuba című első slideshow-ja, amely – a fotográfia történetében először – a hazai filmforgalmazásba is bekerült: nagy sikerrel vetítették a mozikban Wim Wenders: Kívül tágasabb című filmje előtt. 
2006-ban megkapta a MAOE alkotói ösztöndíját. 2010-ben az EISA Maestro Fotópályázaton elért első helyezésének köszönhetően a Fotó-Videó Magazin az Év fotósa címet ítélte oda neki. 2011-ben az on-demand könyvkiadás vezetője, a Blurb nemzetközi fotókönyv-pályázatán (Photography Book Now 2011) egy szakmai és egy közönségdíjat is elnyert. 2012-ben a Budapest Galéria művészcsere programja keretében egy hónapos lisszaboni alkotói ösztöndíjat kapott.
Vancsó céltudatossággal és igényességgel tárja műveit időről időre a közönség elé; 1995 és 2014 között 50 önálló, és több mint 20 csoportos kiállításon vett részt, többnyire magyar galériákban. 2002-től 2015-ig 14 önálló fotóalbuma jelent meg.
Szakmai életében 2012 korszakváltást jelentett, ettől kezdve sokkal inkább hisz a mozis vetítések erejében, mint a hagyományos fotókiállításokban. 2012 őszén a Budapest Film forgalmazásában mutatta be az első magyar, egész estés fotófilmet (slideshow-t) Álomvölgy – Az üresség felfedezése címmel, amelyet hetekig sikerrel vetítettek a budapesti Art mozihálózatban. Ezen felbuzdulva 2013 májusában Vancsó!Live címmel két telt házas, retrospektív, önálló slideshow estet tartott, majd novemberben két új fotóalbumának bemutatóját szintén mozis vetítéssel tette emlékezetessé. 2014 áprilisában Photovancso-Maraton címmel egész napos vetítéssorozatot rendezett, ugyanebben az évben a Fotóhónap 2014 Fesztivál programjában 5 önálló slideshow esttel mutatkozott be. Vancsó nevéhez kötődik az első magyarországi 4K – Ultra HD mozis slideshow vetítés. 
Fakuló szezon – Vakáció és válság analógiája címmel szintén mozivásznon mutatta be a Capa Fotográfiai-nagydíjon elutasított anyagát 2017 októberében a budapesti Lurdy Moziban, Erik Truffaz zenéivel.
2019-től gyakran szervez vetítős „stand up” esteket, ahol alkotásai mellett azok keletkezéséről és filozófiájáról is beszél. (“Ennyi véletlen márpedig van” (2019), Zoltán éjszakái – online sorozat (2019-napjainkig), Dalok (2022), Valentin másnapján (2023), Fekete doboz (2023-24), Zoltán és a Zongora (2025)
2024-ben mutatta be A csend birodalma címmel 4 és fél órás nagyszabású fotófilmjét, mely 50 fejezetben – Max Picard szövegeit Máté Gábor tolmácsolásával – járja körbe a csend különböző aspektusait. A sorozat több ezer felvételét 2018 és 2023 között mobiltelefonnal, kb. 4000 km lefutása közben készítette.
2025-ben Bartók Béla életművéből válogatott kísérőzenével társította Baljós Balaton – Menekülés Isten elől című egész estés fotófilmjét.
2005 és 2025 között közel 400 rövid slideshow-ját publikálta Patreon oldalán, melyekben több, mint 10000 fotója került felhasználásra. A hétről-hétre bővülő teljes slideshow műjegyzék. 
Vancsó Zoltán fotózáskor olyan hétköznapi, megrendezetlen pillanatokat igyekszik megörökíteni, melyek szinte követelik, hogy titokzatos történeteket gondoljunk el róluk. Összefüggéseket teremt ott, ahol eredetileg nem voltak, ezáltal jelentéssel teli lesz a véletlen is. Képeit nézve valószínűtlen tájakon járunk, különös és érthetetlen dolgok történnek velünk. Szubjektív tájak ezek, melyek csak akkor nyílnak meg, ha odafigyelünk önmagunkra és a világra.
Munkái a fotográfia klasszikus irányához kötődnek, természetesen ez nem anakronizmust, utánérzést, ókonzervatív, divatjamúlt szemléletet jelent, pusztán azt az egyszerű tényt, hogy alkalmazkodik eszközének, a fotográfiának (triviális) valóságábrázoló, megörökítő tulajdonságához. Meglehetős alázattal, türelemmel és érzékenységgel fordítja kameráját a kimeríthetetlenül érdekesnek látszó világ felé. Nem kívánja semmilyen, a fényképezés eredendő természetétől idegen módon megváltoztatni sem a látványt, sem az arról kapott képet. Művészete nem effajta »hozzáadott értékből« táplálkozik, hanem abból, hogy csak rá jellemző szemlélettel keretezi be a világ végtelen számú történéséből azt az idő- és térszegmenset, ami számára és mások számára is puszta létükön túli tartalmakat hordoznak. A bekeretezés, persze, a fotográfiai alkotóeszközök magabiztos és egyedi használatával történik, csak rá jellemző »vancsós« nézőpontok, kivágások, kompozíciók, tónusok alkalmazásával.
Tizenkét évig dolgoztam a sajtóban, (...) ezért két fotós személyiség alakult ki bennem. Az egyik igyekszik minél konkrétabban, érthetőbben visszaadni a valóságot, a másik viszont pont ellenkezőleg viselkedik: élvezi a valóság valószínűtlenségét, s azt, hogy ezt épp egy elvileg objektív eszközzel, a fotográfiával lehet közvetíteni.
Vancsó számára fontos a közönséggel való élő kapcsolat, ennek egyik látványos eredménye egy 13000 fős Facebook közösség, ahol heti rendszerességgel publikálja műveit. A Photovancso Nyílt Nap keretében évente egyszer otthonában várja látogatóit. (2013-tól ezek a rendezvények – a nagy érdeklődésre való tekintettel – már külső helyszíneken valósultak meg (Galéria IX., Nyitott Műhely, Bem Mozi, OneDropZendo). A Nyílt Napok rendezésével 2017-től felhagyott.
2010 végén – a magyar fotográfusok között elsőként – létrehozott egy webshopot, ahol valamennyi jelentős művét egyedülálló módon, számozatlan példányokban a nagyközönség számára elérhetővé tette.
Szeretném, ha egy fotográfiai nyomat értékét nem az határozná meg, hány példányban készül belőle kópia, hanem az, hogy hány embernek tetszik, hány emberben kelt érzéseket. Hasonlóan egy zenészhez, aki egy dal megírása után nem szabja meg, milyen példányszámban szeretné megosztani művét a világgal. Nem állítja azt, hogy CD-je csak 10, 50 vagy 200 példányban létezik, ami emiatt nagyon értékes. Szeretném saját fotóimat minél szélesebb körben elérhetővé, megvásárolhatóvá tenni. Sosem értettem igazán, hogy egy sokszorosítható művészeti technika esetén például a fotográfia esetében a művészek többsége miért ragaszkodik még mindig ahhoz, hogy minél kisebb példányszámban, ám annál magasabb áron létezzen egy-egy művük. Főleg a digitálos fájlok világában meglepő ez! Fontos számomra, hogy egy átlagos keresettel rendelkező érdeklődő is meg tudja vásárolni fotóimat, ne csak a tehetős műgyűjtők, akik sokkal inkább befektetésként tették ezt, mintsem személyes rajongásuk okán.
Másik szenvedélye a zene. A fotózással párhuzamosan 2004-ben elvégzett egy hangmérnöki tanfolyamot, és szabadidejében zongorázással, zeneszerzéssel foglalkozott. Az utóbbi években a fotózás mellett a spirituális útkeresés is fontos szerepet tölt be életében, gyakran járja az erdőket, rendszeresen jógázik, úszik, fut és meditál (zazen).

## Megjelent albumai
- 2016 Facebook – Az első évek (2010-2015)
- 2014 Szunnyadó értelem (Artphoto Galéria, Budapest)
- 2013 Álomvölgy – Az üresség felfedezése (szerzői kiadás,  Győrffy Ákos szövegeivel)
- 2013 Nemlét és örökkévalóság között (szerzői kiadás)
- 2011 Szándéktalan fény (szerzői kiadás)[3]
- 2011 One Week of Wandering in China[4]
- 2011 The Sleep of Reason (Szunnyadó értelem)[5]
- 2011 Only the Clouds Remain (Csak a felhők maradnak)[6]
- 2010 Between Nothingness And Eternity[7]
- 2010 Big Bang[8]
- 2010 Proximate Infinity[9]
- 2009 Mysterious Traveler[10]
- 2009 Ocean of Sighs – Cuba (Sóhajtenger – Kuba)[11]
- 2008 Állófilmek (Still Movies) – retrospektív album (szerzői kiadás)[12]
- 2006 Város-páros / Budapest-Párizs (szerzői kiadás)[13]
- 2004 Le a Halászbástyával! Budapest fotóalbum (Gabó kiadó)
- 2004 Zarándokok (szerzői kiadás)
- 2002 Csendes képek (szerzői kiadás)

## Önálló slideshow estek, előadások
- 2025 Baljós Balaton – Menekülés Isten elől – egész estés fotófilm
- 2025 Zoltán és a Zongora – slideshow est, Ferencvárosi Művelődési Központ, Budapest
- 2024 Szándéktalan fény – egész estés fotófilm, Lurdy Mozi, Budapest
- 2024 A csend birodalma – egész estés, három részes fotófilm, Lurdy Mozi, Budapest
- 2023/2024 Fekete Doboz – slideshow estek, három alkalommal, Sziluett Fotóstúdió, Budapest
- 2023 Thursday Afternooon – egész estés fotófilm, Ferencvárosi Helytörténeti Gyűjtemény
- 2023 After The Flood / Spirit Of Eden – egész estés fotófilm, Ferencvárosi Helytörténeti Gyűjtemény
- 2023 Valentin másnapján – slideshow est, Ferencvárosi Művelődési Központ, Budapest
- 2022 Dalok – slideshow est, Ferencvárosi Művelődési Központ, Budapest
- 2022 Állófilmek – Lurdy Mozi, Budapest
- 2022 Tangerine Dream Slideshow – Lurdy Mozi, Budapest
- 2019 “Ennyi véletlen márpedig van” – slideshow est, Aranytíz Kultúrház, Budapest
- 2017  Fakuló szezon – Vakáció és válság analógiája, Lurdy Mozi, Budapest
- 2016  Slideshow estek a Onedropzendo szervezésében, Budapest
- 2015  Slideshow est az V. Zoltan.Pictures Nyílt Nap alkalmából, Bem Mozi, Budapest
- 2014  Képkoncert Juhász Gáborral: Winter Reise, Nyitott Műhely, Budapest
- 2014 Photovancso Slideshow Estek – 5 egész estés előadás (1. Állófilmek, 2. Szándéktalan fény, 3. Nemlét és örökkévalóság között, 4. Álomvölgy – Az üresség felfedezése, 5.Vancsó-World/The Peter Gabriel Slideshow) EuroCenter Mozi, Budapest
- 2014 Photovancso-Maraton, EuroCenter Mozi, Budapest
- 2013 Vancsó!Live 2.0 – dupla könyvbemutató és slideshow est, EuroCenter Mozi, Budapest
- 2013 Álomvölgy – Képkoncert a Bajdázó zenekarral, MOM Kulturális Központ, Budapest
- 2013 Vancsó!Live – önálló slideshow est, EuroCenter Mozi, Budapest

## Egyéni kiállítások
- 2021 VISOR Székelyföldi Fotófesztivál, Sepsiszentgyörgy
- 2016 A Two.Drops.Gallery[14] megalapítása Budapest belvárosában. A tárlatok havi rendszerességgel nyíltak, ám az érdeklődés hiánya miatt a projekt 2017 januárjától szünetel.
- 2014 Álomvölgy – Az üresség felfedezése, Művészetmalom, Modern és Kortárs Művészeti Központ, Szentendre
- 2014 Szunnyadó értelem, Artphoto Galéria, Budapest
- 2014 Szentség és teremtés, Fonó Budai Zeneház, Budapest
- 2014 Álomvölgy – Az üresség felfedezése, FUGA Budapesti Építészeti Központ
- 2012 X6 Galéria, Budapest
- 2012 Álomvölgy – Az üresség felfedezése, egész estés fotófilm a budapesti Art mozik műsorán
- 2011 International Meetings of Photography, Plovdiv, Bulgária
- 2010 Szándéktalan fény, Central European House of Photography, Bratislava
- 2010 Szándéktalan fény, Magyar Fotográfusok Háza
- 2009 Szándéktalan fény, Pannonhalmi Apátság
- 2009 Villes en regards: Budapest – Paris, Magyar Intézet, Párizs
- 2008 Állófilmek – retrospektiv kiállítás, Budapest Galéria
- 2008 Egy elrejtett napló megtalált fotói, Nessim Galéria, Budapest
- 2008 Per la fotografia, Jesi, Olaszország
- 2006 Város-páros, Budapest-Párizs, Francia Intézet, Budapest
- 2006 Óperencián innen, Jövő Háza Központ, Budapest
- 2006 Magyar Intézet, Brüsszel
- 2006 Nyitott Műhely, Budapest
- 2006 Égiriadó, Míves üvegstúdió, Budapest
- 2006 Pillanatmúzeum, Menta Terasz, Budapest
- 2005 Sóhajtenger – Kuba, Párbeszéd Háza, Budapest
- 2005 Tranzit Art Cafe, Budapest
- 2004 Zarándokok, MVM Galéria, Budapest
- 2004 Le a Halászbástyával! MEO, Kortárs Művészeti Múzeum, Budapest (William Kleinnel)
- 2003 Színes képek, Hajós Galéria, Budapest
- 2003 Ericsson Galéria, Budapest
- 2003 Pécsi fotóhónap, Pécs
- 2002 Kempinski Galéria, Budapest
- 2002 Csendes képek, Francia Intézet, Budapest
- 2000, 2001 Vista Galéria, Budapest
- 2000 Ferencvárosi Pincegaléria, Budapest
- 2000 Magma Galéria, Budapest
- 1999 Accademia d'Ungheria, Róma
- 1998 Tölgyfa Galéria, Budapest
- 1997, 2001 Nyíregyházi Művelődési Központ
- 1997 Miskolci Galéria
- 1997 Sehol, Francia Intézet, Budapest (Szilágyi Lenkével)
- 1996 Cirkógejzír mozi, Budapest
- 1995 Galéria 11, Budapest
- 1995 RÉT Galéria, Budapest

## Csoportos kiállítások
- 2021 A fény képei | II. Fotóművészeti Nemzeti Szalon, Műcsarnok, Budapest
- 2017  LÁTKÉP – Az elmúlt félévszázad magyar fotográfiája 1967-2017, Capa Központ, Budapest
- 2016  Képek és pixelek, Nemzeti Fotószalon 2016, Műcsarnok, Budapest
- 2014 Nemzeti Kulturális Alap – Művészeti Alkotások Kiállítása, Várkert Bazár, Budapest
- 2012 Progresszív útkeresések 1977–2012, Magyar Fotográfiai Múzeum, Kecskemét
- 2012 Távmérő, fotográfiai munkák és látásrendszerek az elmúlt 50 évből, Kepes Intézet, Eger
- 2012 Progresszív útkeresések 1977-2012, Magyar Fotográfiai Múzeum, Kecskemét
- 2012 Távmérő – fotográfiai munkák és látásrendszerek az elmúlt 50 évből, Kepes Intézet, Eger
- 2011 Budapest Pozitív, Magyar Fotográfusok Háza, Budapest
- 2010 Labor Ost, Zürich, Svájc
- 2009 XIII. Nemzetközi Fotófesztivál, Lishui, Kína
- 2009 Fényelés, Magyar Fotográfusok Háza, Budapest
- 2009 Hagyomány és nyitottság, Tallin
- 2009 AK12 Balassi Intézet, Budapest; Párizsi Magyar Intézet, Párizs; Pozsonyi Magyar Intézet, Pozsony
- 2008 Lüktetés, Kortárs képzőművészeti kiállítás, Szada
- 2008 Erdély 100 arca, Budapest
- 2004 Dokk (Dokumentarista Fotográfiai Kiállítás), Moszkva
- 2004 Sajtófotó kiállítás, Budapest
- 2003 Budapest egy napja, Millenáris Park, Budapest
- 2002 Dokk, Magház, Budapest
- 2002 Panoráma fotók, Esztergomi Fotóbiennálé
- 2001 Fotószalon, Műcsarnok, Budapest
- 2001 Animal Show, Fotogalerie Wien
- 2000 ARC óriásplakát kiállítás, Budapest
- 2000 Pécsi József ösztöndíjasok kiállítása, Magyar Fotográfusok Háza, Budapest
- 1995 Pozsonyi Fotóhónap
- 1995 Országos Fotóbiennálé, Ernst Múzeum, Budapest
- 1993 Magyar Fotográfia, Vigadó Galéria, Budapest

## Díjak
- 2012, 2013 Whumm! Fotókönyv pályázat – fődíj
- 2011 Blurb Photography Book Now – közönségdíj a Fine Art kategóriában
- 2011 Blurb Photography Book Now – 3. díj A Travel kategóriában
- 2010 EISA Maestro Fotópályázat. Magyarország – Fődíj
- 2008 Panasonic-Lumix fődíj
- 2004 Sajtófotó Különdíj
- 2004 André Kertész ösztöndíj
- 2003 Balogh Rudolf-díj
- 2002 Budapest Fotográfiai ösztöndíj
- 2001 Hungart ösztöndíj
- 2000 Kodak-díj (II. Országos Fotóhónap)
- 1998-2003 Pécsi József ösztöndíj
- 1994, 1999 Nikon Nemzetközi Pályázat Különdíj

## Publikációk
- 2024 The art and science of street photography: Interviews with masters and advanced amateurs (Panoramico)

- 2021/1 FotóExtra / interjú[15]

- 2021 Punkt.hu / 5 kérdés [16]

- 2017  Foto Video Magazin[17]

- 2017  ekultura.hu A Facebook könyvről[18]
- 2017  ekultura.hu interjú[19]
- 2017  David Gibson: 100 Great Street Photographs[20]
- 2016  Miltényi Tibor: Fotóhaiku, Phoo.hu online magazin[21]
- 2014/77 Enigma, művészetelméleti folyóirat, (MArkója Csilla: A halál árnyékának völgye)
- 2011 Unpublished Magazine, Issue 02
- 2010/nov. Visual Masters Magazine
- 2010 LabEast | 25 photographic positions from central and eastern Europe
- 2010/6 Carne Mag | Visual Arts Magazin
- 2010/szept. Fan The Fire Magazine
- 2010/1 Fotóművészet
- 2009/12 Fotómozaik
- 2007 Fotó Video Magazin, ősz
- 2005 Sóhajtenger – Kuba fotófilm, Wim Wenders kísérőfilmje
- 2005/ősz ANDA Magazin
- 2005/márc. Fotomagazin (Moszkva)
- 2004/1-2 Fotóriporter
- 2003/ősz PS Zwack Magazin
- 2002 Dokk, Dokumentarista Fotográfia (kiállítási katalógus)
- 2002/10 Fotó Video
- 2001 Magyar tekintet, Mai Manó Ház
- 2000/3-4 Fotóművészet
- 1997/8 Fotográfia
- 1993 – 2005 Szellemkép folyóirat (hét alkalommal)

## Külső hivatkozások
- Bacskai Sándor: Beszélgetés Vancsó Zoltán fotóművésszel – Egy fotográfus csendes képei (Fotóművészet, 2010/1.)[halott link]
- Miltényi Tibor: Vancsó Zoltánról, 2010
- Vancsó Zoltán honlapja
- Vancsó Zoltán hivatalos facebook oldala
- Vancsó Zoltán fotóalbumai
- Zoltán Képszínháza
- Az IMÁGÓ fotótanfolyam
- Miltényi Tibor: A semmi költészete (Bohony kiadó)